# Normy Europejskich Kolei Modelowych
Normy Europejskich Kolei Modelowych – normatywy modelarstwa kolejowego. Modele kolejowe producentów z powodów historycznych różniły się pod wieloma względami. Wraz z rozpowszechnieniem się modelarstwa kolejowego brak unifikacji w tej dziedzinie został dostrzeżony jako bardzo niekorzystne zjawisko, więc w 1954 roku opracowano europejskie normy modeli kolejowych. W krótkim czasie zostały ustanowione najważniejsze normy dla modelarstwa kolejowego. Częściowo oparto się na wstępnych pracach, które wykonane zostały przez niektóre związki krajowe modelarstwa kolejowego. Normy kolei modelowych opracowane i uporządkowane według tych zasad zapewniały eksploatowanie we wszystkich wielkościach. Wymiary elementów funkcyjnych zostały tak dobrane, aby mogły one spełniać wymagania modelarzy, a także możliwości przemysłowego wykonania modeli kolejowych. Początkowo przyjęto normy dla skali 1 (1:32), 0 (1:45 lub 1:43,5), S (1:64), H0 (1:87) i TT (1:120). Później także dla wielkości N (1:160) i Z (1:220). Po dziesięcioleciach powstała konieczność skorygowania istniejących norm oraz dostosowania ich do rozwijających się technicznych możliwości przemysłowej produkcji. 